# Aircraft Nuclear Propulsion

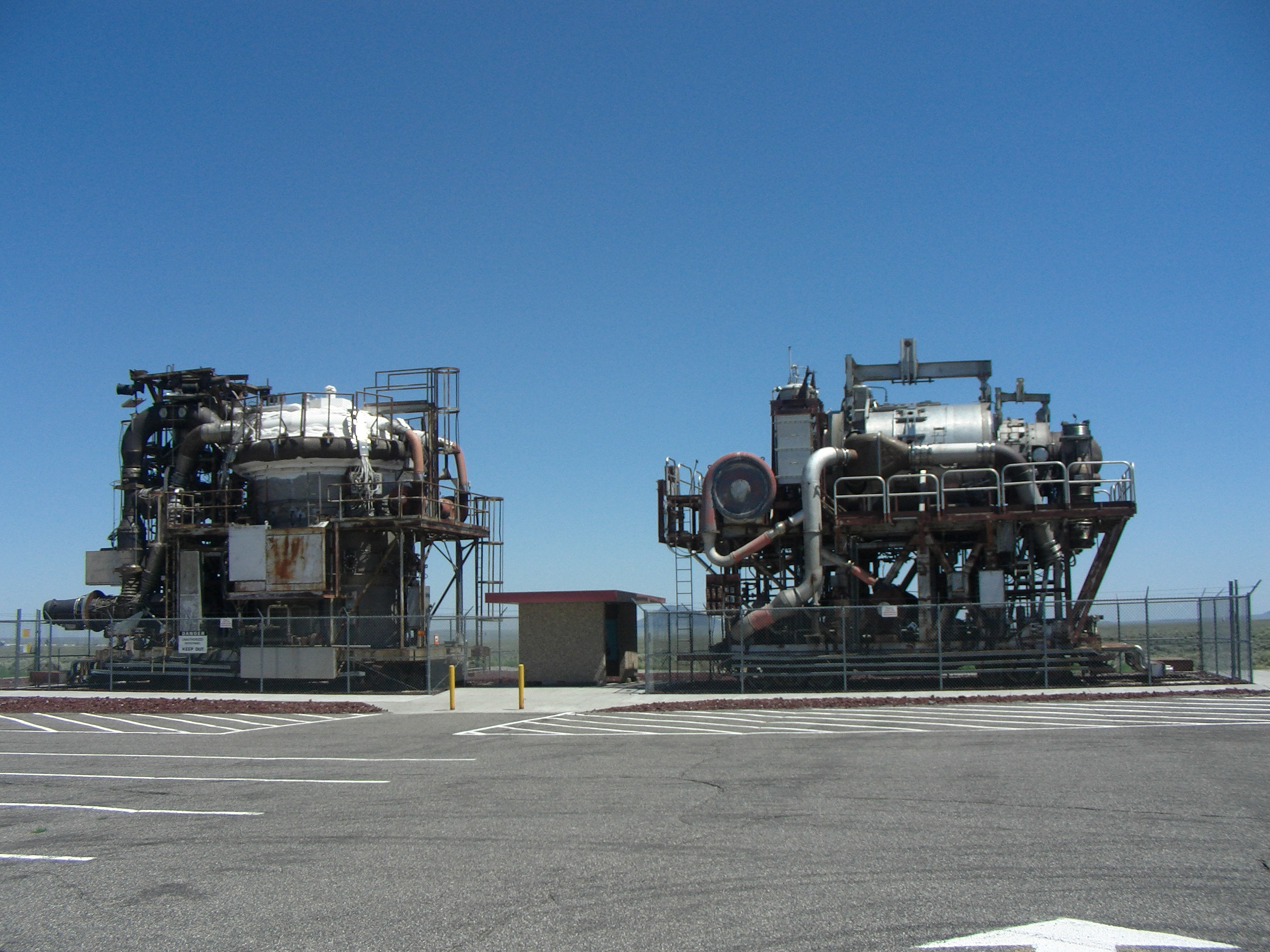
Vestiges du projet, le système HTRE-3, à gauche, et HTRE-1, à droite, exposés au Laboratoire national de l'Idaho, à environ 29 kilomètres au sud-est d'Arco, dans l'Idaho.

Le programme Aircraft Nuclear Propulsion (en français : « Propulsion nucléaire aérienne », abrégé ANP) et le projet précédent Nuclear Energy for the Propulsion of Aircraft (en français : « Énergie nucléaire pour la propulsion aérienne », abrégé NEPA) étaient des projets de développement d'un système de propulsion nucléaire pour un avion à très long rayon d'action.

## Historique
L'United States Army Air Forces (USAAF) initia le projet NEPA le 26 mai 1946,. Après un apport de fonds de 10 millions de dollars en 1947, le NEPA fut opérationnel jusqu'en mai 1951, quand le projet fut transféré à l'ANP, fruit d'une entreprise conjointe entre la Commission de l'énergie atomique des États-Unis (AEC) et l’US Air Force.
L'USAF poursuivit en envisageant deux types différents de moteurs propulsés par une réaction nucléaire : le concept « à cycle d'air direct » (Direct Air Cycle), qui fut développé par General Electric à partir du 21 mars 1951, et le concept « à cycle d'air indirect » (Indirect Air Cycle), qui fut attribué à Pratt & Whitney. Le programme avait pour but de développer et tester le Convair X-6, mais fut abandonné en 1961 avant que cet avion ne soit construit.

## Cycle d'air direct

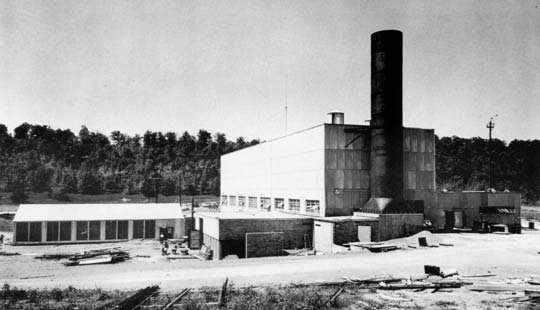
Le bâtiment d'expérimentations Aircraft Reactor Experiment, au laboratoire national d'Oak Ridge.

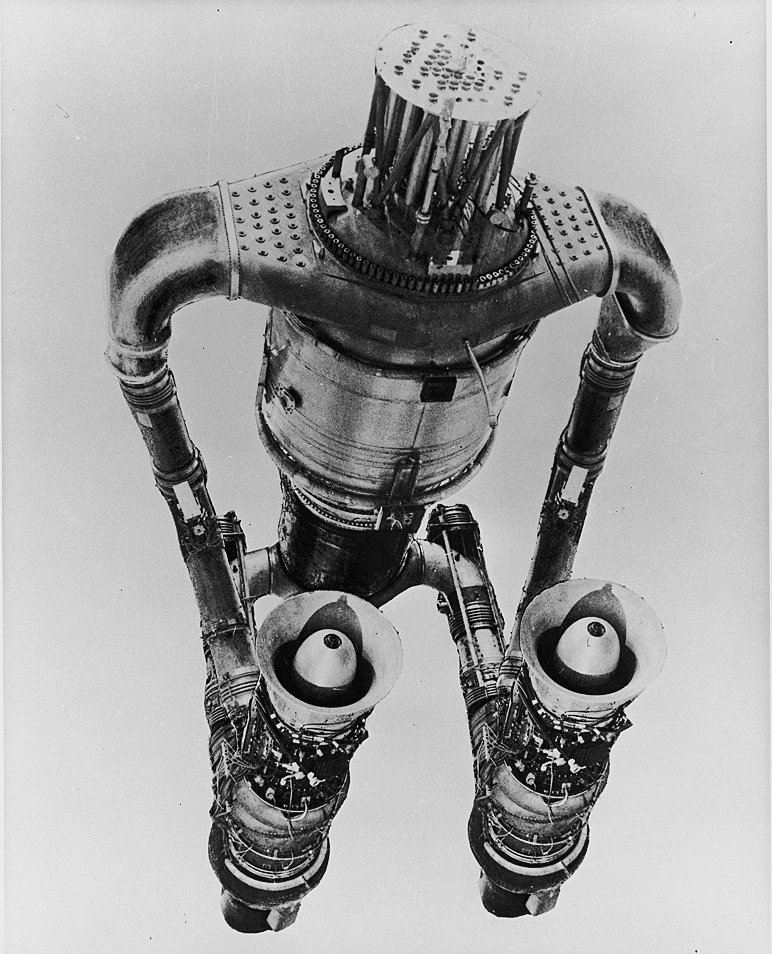
Le système complet HTRE-3. On distingue les deux General Electric J47 modifiés, dont l'air comprimé est envoyé au réacteur nucléaire (au centre), avant de retourner vers les turbines des deux turboréacteurs.

Dans son principe, un propulseur nucléaire à cycle direct (« Direct Air Cycle ») ressemble à un turboréacteur conventionnel, excepté le fait qu'il ne possède aucune chambre de combustion. L'air admis par le compresseur est envoyé vers un plenum qui dirige l'air directement dans le cœur du réacteur nucléaire. Un échange thermique s'opère à l'endroit où le réacteur est refroidi : l'air entrant prélève la chaleur du réacteur, puis est envoyé vers un second plenum. Celui-ci dirige l'air vers une turbine, qui l'envoie enfin vers l'échappement (la tuyère). Le cœur nucléaire remplace ainsi le carburant habituellement consommé par un turboréacteur. Les réactions nucléaires en chaîne permettent de propulser ainsi l'avion sur de longues périodes.
Le programme de General Electric fut proposé le 28 août 1951 et était basé à Evendale dans l'Ohio. Il fut poursuivi pour les avantages qu'il proposait : simple, fiable, efficace, il pouvait être démarré rapidement. Des sections de compresseur et de turbine de moteurs à réaction classiques étaient utilisés, la seule différence venant de cet air réchauffé par un réacteur nucléaire avant d'être expulsé à travers la turbine.

### Aircraft Reactor Experiment
L’Aircraft Reactor Experiment (ARE) était une expérience utilisant un réacteur nucléaire P-1 à neutrons thermiques de 2,5 MW, conçu pour atteindre une haute densité volumique de puissance pour un futur emploi dans un bombardier à propulsion nucléaire. Il utilisait comme carburant nucléaire un mélange de sels fondus NaF-ZrF4-UF4 (53-41-6 %mol), était modéré par de l'oxyde de béryllium (BeO), utilisait du sodium liquide comme réfrigérant secondaire et atteignait une température maximale de 860 °C. Le développement fut accepté en 1952, les tests au sol planifiés pour 1954 et les premiers vols pour 1957. Il fonctionna pendant un cycle de 1 000 heures en 1954 et fut le premier réacteur nucléaire à sels fondus au monde. Les travaux sur ce projet furent arrêtés en mai 1953, après que l'apparition des missiles balistiques intercontinentaux le rendit obsolète. Les concepts de ces moteurs sont toujours visibles de nos jours au bâtiment mémorial de l’Experimental Breeder Reactor I, au Laboratoire national de l'Idaho.

### Heat Transfer Reactor Experiment
En 1955, ce programme produisit avec succès le moteur X-39, constitué de deux General Electric J47 modifiés, la chaleur étant fournie par le Heat Transfer Reactor Experiment-1 (HTRE-1). Le premier essai à pleine puissance du HTRE-1 uniquement sur puissance nucléaire prit place en janvier 1956. Un total de 5 004 MWh de fonctionnement furent effectuées pendant le programme de tests. Le HTRE-1 fut remplacé par le HTRE-2, puis finalement par le HTRE-3, fournissant de la puissance aux deux turboréacteurs J47. Le HTRE-3 utilisait un système de bouclier « de type aéronautique » et aurait probablement été utilisé pour propulser le X-6, si le programme avait été mené à son terme.

### Pratt and Whitney Aircraft Reactor-1
Le 5 février 1957, un autre réacteur atteignit la criticité au Critical Experiments Facility du laboratoire national d'Oak Ridge (ORNL), dans le cadre du programme de réacteur à circulation de carburant de Pratt and Whitney Aircraft Company (PWAC). Il fut désigné PWAR-1, pour « Pratt and Whitney Aircraft Reactor-1 ». Le but de l'expérience était de vérifier expérimentalement les propriétés théoriquement prédites d'un réacteur PWAC. L'expérience ne dura que peu de temps : à la fin du mois de février 1957, toutes les données avaient été collectées et le démantèlement avait commencé. L'expérience avait été menée essentiellement à zéro puissance nucléaire. La température de fonctionnement fut maintenue constante à approximativement 677 °C, ce qui correspondait de près à la température de fonctionnement de conception du modérateur du PWAR-l. Cette température était maintenue par des chauffages externes. Comme l'ARE de 2,5 MWt, le PWAR-1 utilisait le mélange NaF-ZrF4-UF4 comme carburant et réfrigérant principal.

## Cycle d'air indirect
Le cycle indirect (« Indirect Air Cycle ») implique des échanges thermiques ayant lieu hors du cœur nucléaire. Au lieu d'entrer directement au contact du matériau radioactif, l'air arrivant du compresseur du moteur est envoyé vers un échangeur de chaleur, qui reçoit également l'eau chaude pressurisée ou du métal liquide en provenance du cœur du réacteur. Ce liquide chaud est ainsi refroidi par l'air, qui est ensuite redirigé vers la turbine d'échappement, produisant de la poussée en sortant de la tuyère.
Le programme à cycle d'air indirect fut attribué à Pratt & Whitney, à une usine située près de Middletown (Connecticut). Par sa conception, qui favorise un net cloisonnement entre les diverses parties principales du réacteur, ce projet aurait produit beaucoup moins de pollution radioactive que le précédent. Une ou deux boucles de métal liquide auraient fourni la chaleur du réacteur vers les éléments du moteur. Ce programme nécessitait cependant un gros travail de recherche et le développement de nombreux systèmes légers utilisables dans un avion, comme des échangeurs de chaleur, des turbopompes à métal liquide et des radiateurs.
Finalement, le programme Indirect Cycle n'atteignit jamais le stade de production d'un quelconque élément adapté à l'aéronautique.

## MX-1589 Project

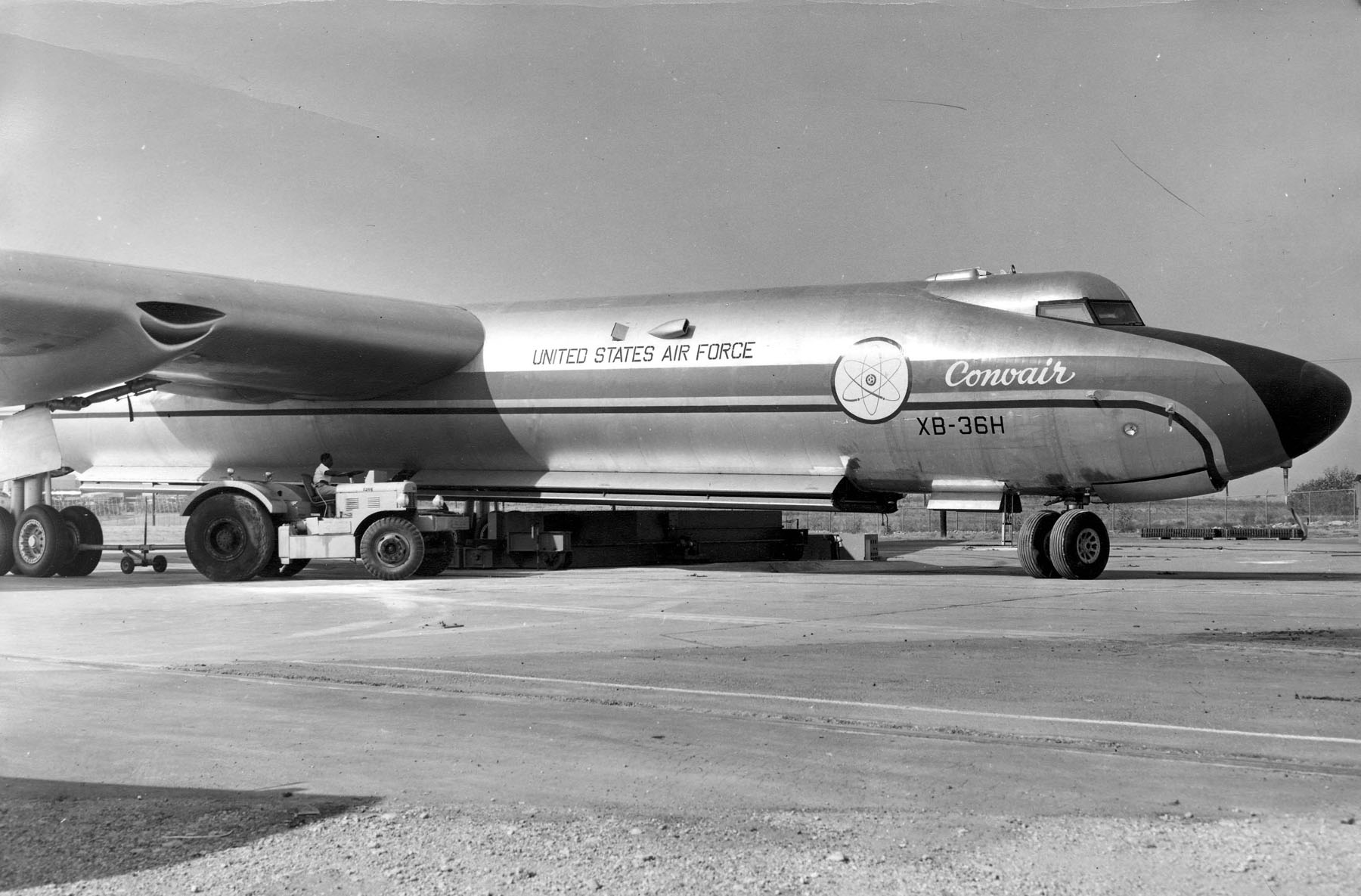
le Convair NB-36H, banc d'essais volant pour le programme X-6.

Le 5 septembre 1951, l'armée de l'air américaine attribua à Convair un contrat pour faire voler un réacteur nucléaire à bord d'un B-36 Peacemaker modifié, faisant partie du programme ANP, mais sous le nom de code MX-1589 Project.
L'avion de tests nucléaires (Nuclear Test Aircraft, NTA), le NB-36H, devait permettre d'étudier les besoins de boucliers anti-radiations pour un réacteur aéroporté, afin de déterminer si un avion à propulsion nucléaire était faisable. Il s'agit là du seul programme connu d'expérimentations de réacteurs nucléaires aéroportés entrepris par les Américains avec un vrai réacteur opérationnel à bord. Le NTA effectua un total de 47 vols de tests du réacteur au-dessus de l'ouest du Texas et du sud du Nouveau-Mexique. Le réacteur, désigné « Aircraft Shield Test Reactor » (ASTR), était opérationnel mais ne propulsait pas l'avion, étant donné que le but principal de ces vols était le test de boucliers.
À la suite des résultats des expériences menées avec le NTA, le X-6 et le programme Aircraft Nuclear Propulsion entier furent abandonnés en 1961.

## Abandon
Après de nombreux problèmes, le projet fut mis en sommeil en mars 1953, pour n'être rouvert qu'un an après[réf. souhaitée]. La compétition technologique avec l'Union soviétique, représentée par exemple par le lancement de Spoutnik 1, et le soutien en continu apporté par l'US Air Force avaient permis au programme de tenir un temps, malgré des divisions assez importantes entre le département de la Défense (DoD) et la Commission de l'énergie atomique (AEC). L'entrée en service des missiles balistiques intercontinentaux en septembre 1959 rendait toutefois obsolètes ces projets. L'élection de John F. Kennedy comme président changea la donne. Dénonçant le coût exorbitant du programme, il écrivit : « 15 ans et près d'un milliard de dollars ont été alloués à la tentative de développement d'un avion à propulsion nucléaire, mais la possibilité de créer un appareil militaire utilisable dans un futur proche est toujours très éloignée », dans son discours clôturant le programme ANP le 26 mars 1961,.
Néanmoins, les résultats du projet ARE incitèrent les scientifiques et ingénieurs du ORNL à soumettre à la Commission de l'énergie atomique une proposition de conception préliminaire d'un réacteur nucléaire à sels fondus expérimental de 30 MWth à destination de la production d'électricité civile. Le résultat fut la conception, la construction et l'exploitation du Réacteur expérimental à sels fondus (Molten-salt Reactor Experiment, MSRE).